# M2 (Hongarije)
De M2 is een snelweg in aanbouw, gelegen in het noorden van Hongarije. Als de weg volledig voltooid is, verbindt zij de hoofdstad Boedapest met de plaats Vác. De weg wordt slechts tot aan Dunakeszi aangelegd als een volwaardige snelweg. In de toekomst zal de weg worden doorgetrokken tot aan de grens met Slowakije bij Salgótarján. Naar alle waarschijnlijkheid zal dat deel van het traject niet als echte autosnelweg worden uitgevoerd.
M0 ·
M1 ·
M2 ·
M3 ·
M4 ·
M5 ·
M6 ·
M7 ·
M8 ·
M9 ·
M15 ·
M19 ·
M25 ·
M30 ·
M31 ·
M35 ·
M43 ·
M44·
M51 ·
M60 ·
M70·
M76·
M80·
M85·
M86